# Glansmonark
Glansmonark (Myiagra alecto) är en fågel i familjen monarker inom ordningen tättingar.

## Utseende och läte
Glansmonarken är en långstjärtad och slank tätting med tunn näbb. Hanen är helt glansigt blåsvart. Honan är djupt kastanjebrun ovan, med svart på hjässa och ansikte och vitt på undersidan. Sången består av en klar vissling, i engelsk litteratur återgivet som "towhit-too-towhit".

## Utbredning och systematik
Glansmonarken förekommer från östra Indonesien österut till Nya Guinea och söderut till norra Australien. Clements et al delar in glansmonarken i sju underarter med följande utbredning:
- Myiagra alecto alecto – förekommer i norra Moluckerna
- Myiagra alecto longirostris – förekommer i Tanimbaröarna (Arafurahavet)
- Myiagra alecto chalybeocephala – förekommer på Nya Guinea, i Västpapua samt i Bismarckarkipelagen
- Myiagra alecto manumudari – förekommer på Manam-ön (Nya Guinea)
- Myiagra alecto wardelli – förekommer i Trans Fly i sydöstra Nya Guinea, Torressundöarna, samt nordöstra Queensland, i söder till Moreton Bay
- Myiagra alecto lucida – förekommer i Louisiaderna och D'Entrecasteaux-öarna
- Myiagra alecto melvillensis – förekommer i King Sound (västra Australien) i Arnhem Land och nordvästra Queensland

International Ornithological Congress (IOC) urskiljer ytterligare en underart, rufolateralis, med utbredning på Aruöarna.

## Levnadssätt
Glansmonarken hittas i mangroveträsk och andra våtmarker. Där ses den aktivt födosöka efter insekter på marken eller lågt i vegetationen.

## Status och hot
Arten har ett stort utbredningsområde, men tros minska i antal, dock inte tillräckligt kraftigt för att den ska betraktas som hotad. Internationella naturvårdsunionen IUCN listar arten som livskraftig (LC).